# Fűzfaszövő
A fűzfaszövő (Leucoma salicis) a kvadrifid bagolylepkefélék családjába tartozó, Eurázsiában és Észak-Amerikában honos lepkefaj. 

## Megjelenése
A fűzfaszövő szárnyfesztávolsága 3,5-4,5 cm. Teste fekete, amit sűrű fehér szőrzet borít, a hímek anális pamacsa sárgás. Szárnyai fényes fehérek; a pikkelyzet gyér, emiatt a szárnyak – főleg a hátulsók – áttetszőek. Rajzolata nincs. A szárnyak fonákja is fehér. A rojt fényes, fehér. A nőstények szárnyai valamivel nyújtottabbak, az elülső szárny pikkelyzete tömöttebb, csápjaik pedig kevésbé fésűsek a hímekénél, inkább fonalszerűek.
Változékonysága nem számottevő. 
Petéi gömb alakúak, halványzöld színűek, a nőstény megkeményedő, habos védőburokban rakja le őket a levelek hátoldalára.    
Hernyójának oldalai szürkék, háta fekete, nagy fehér duplafoltokkal és szelvényenként két-két nagy vörösbarna szemölccsel. A 4. és 5. szelvényen két-két hegyes dudor található. Bábja fekete, nagy fehér foltokkal és sárga-fehér szőrökkel.

### Hasonló fajok
Magyarországon nem él másik, hozzá hasonló faj.

## Elterjedése
Eurázsiában őshonos, a Brit-szigetektől Ázsia mérsékelt övi zónáján keresztül egészen Japánig. Megtalálható Marokkóban is. A 20. század elején behurcolták Észak-Amerikába, ahol ma a kontinens északkeleti (Északkelet-USA, Kanada Ontario és Quebec államai, Új-Fundland) és északnyugati (Alberta, Brit-Columbia, Észak-Kalifornia) vidékein széleskörűen elterjedt. Magyarországon mindenütt előforduló, gyakori - esetenként tömeges - faj.

## Életmódja
Folyópartok, ártéri erdők, nyárasok lakója, inkább a síkvidékeken. 
Az Alföldön évente két nemzedéke nő fel, imágói május-júniusban és július-augusztusban rajzanak. A Dunántúlon és a középhegységekben csak egy generációja van június-júliusban. Éjjel aktív, a mesterséges fény vonzza. Tömeges elszaporodása esetén nappal is láthatók a fák körül röpködni. Hernyója fűz- és nyárfajok leveleivel táplálkozik. A fiatal hernyók közös szövedékben élnek és a levelekből csak az ereket hagyják meg. Hernyó formában telel át és a következő év májusában vagy júniusában levelek közötti szövedékében bebábozódik. A félig kifejlett hernyók is készítenek maguknak szövedékmenedéket, ahol elrejtőzhetnek, különösen vedlés idején. 
Tömeges elszaporodása esetén jelentős károkat okozhat a nyár- és fűzfákban, tavasszal a fiatal leveleket teljes egészében lerághatják. Bár a fa képes ezt regenerálni, ha a hernyók támadása évente megismétlődik, az meggyengíti a fát és érzékenyebbek lesznek a betegségekre, gombák támadására.  
Magyarországon nem védett.

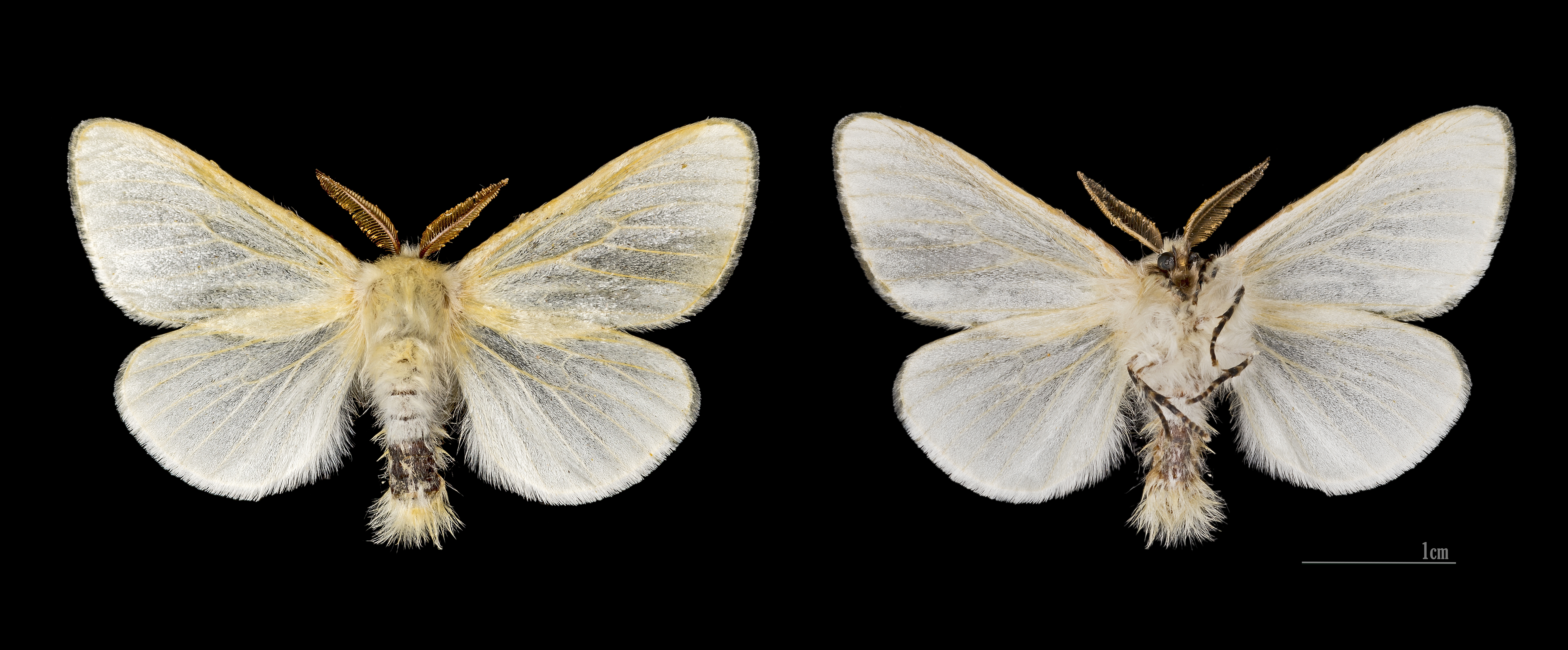
Hím
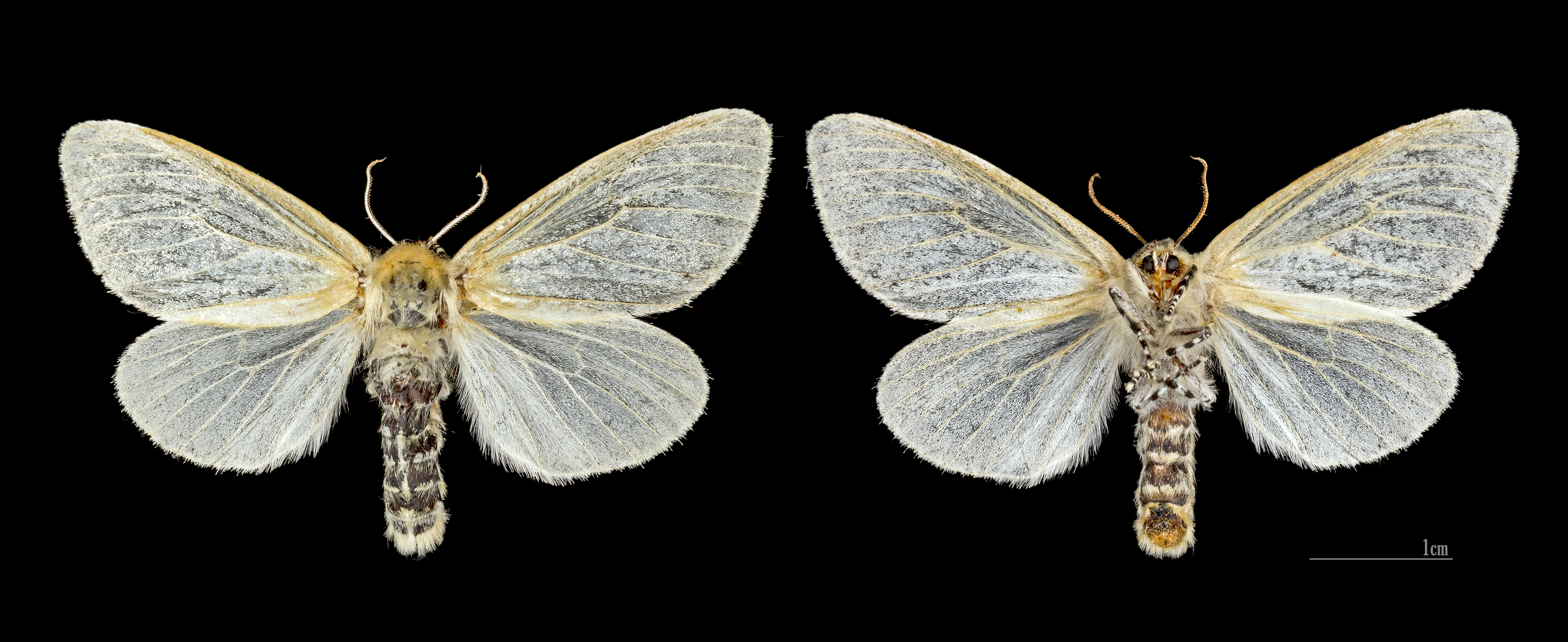
Nőstény
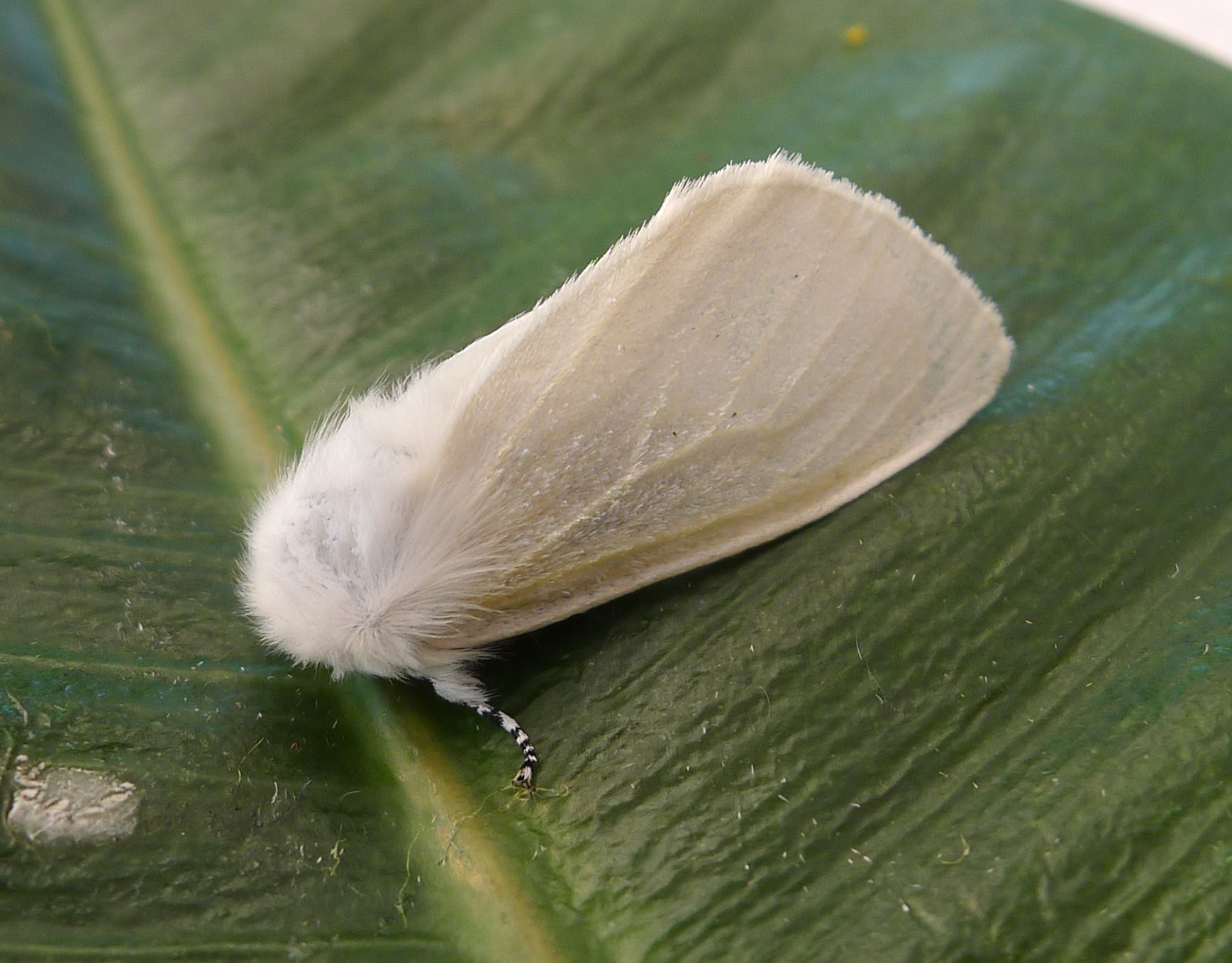
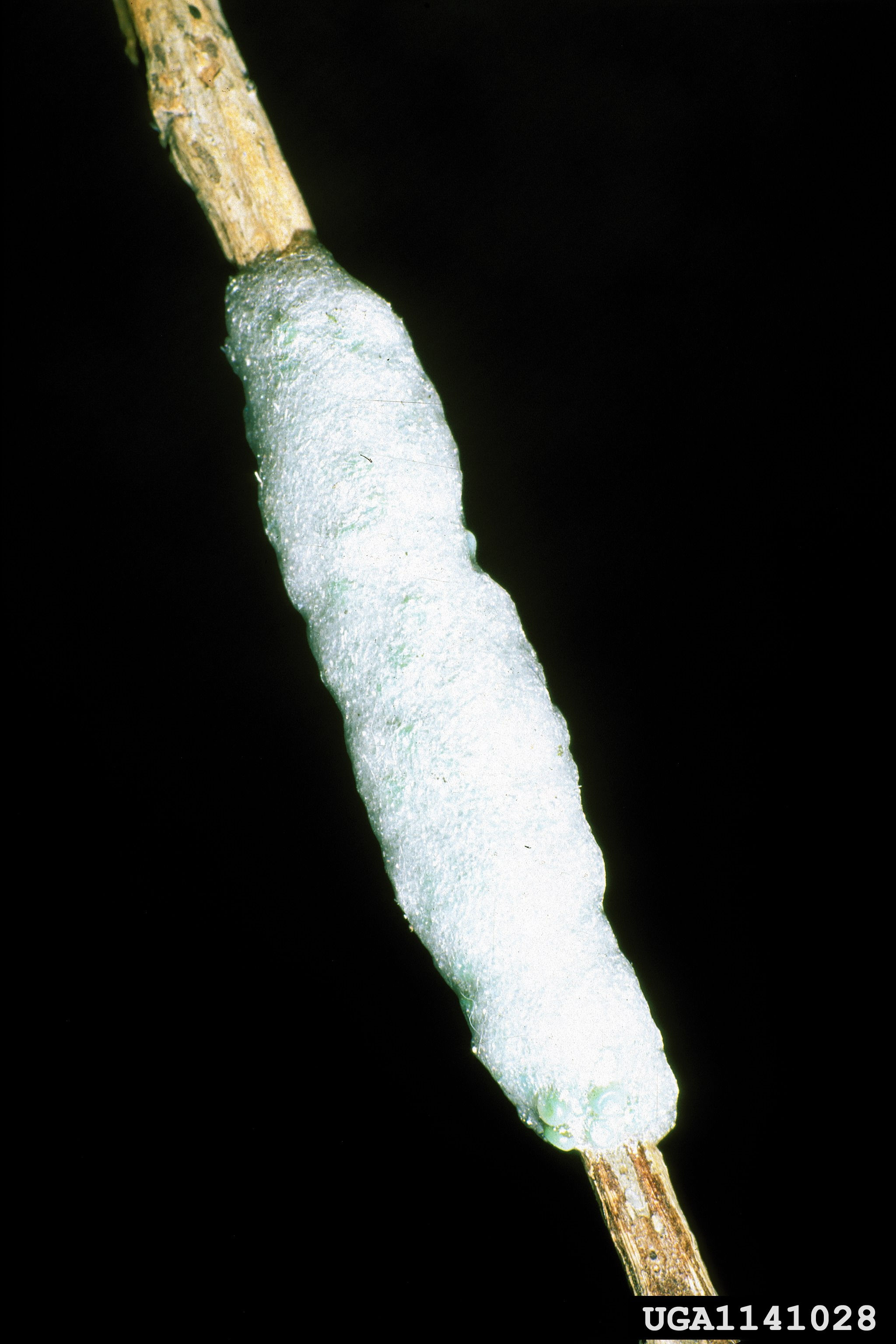
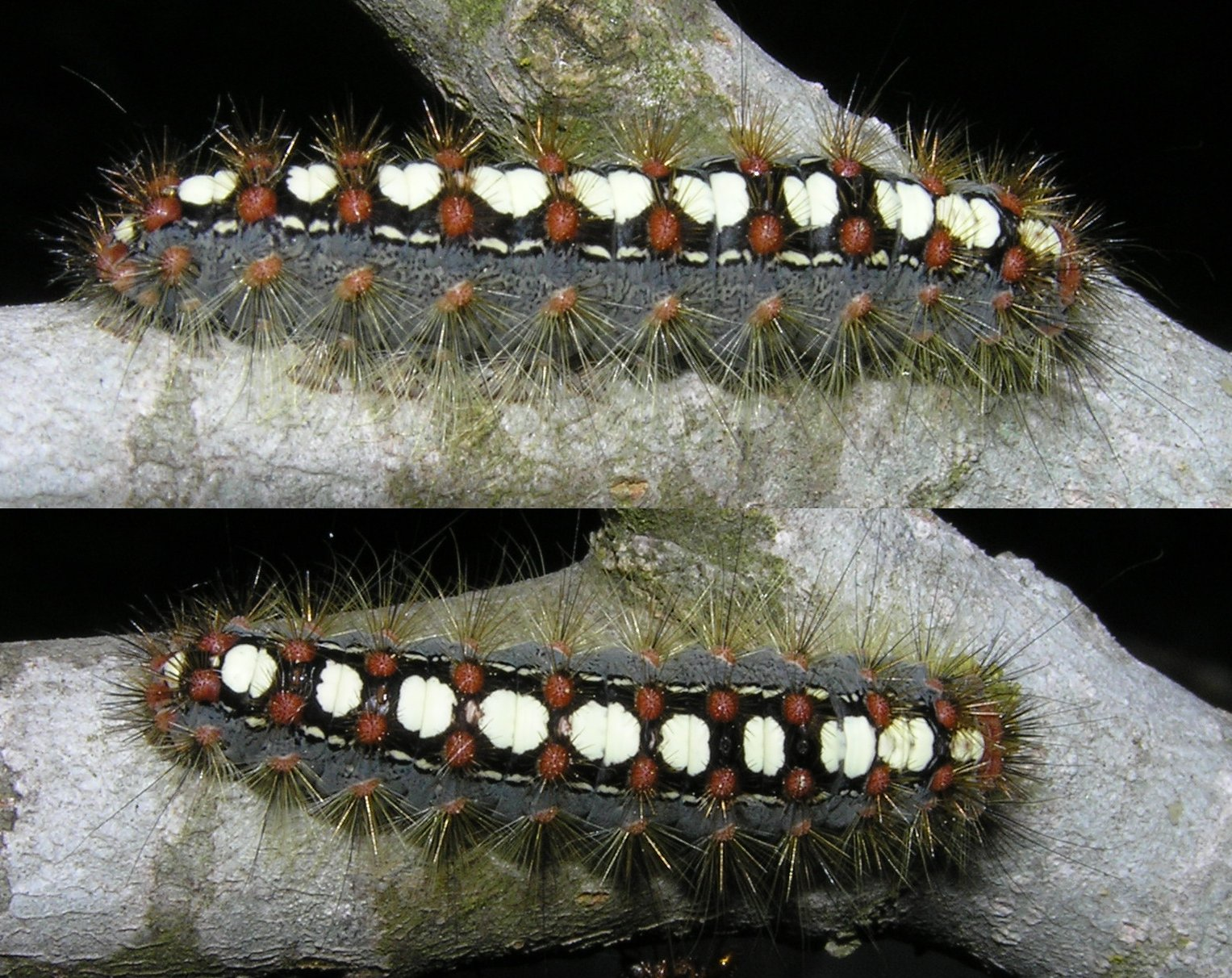